# Jane Savigny
Jane Savigny (* 2. Januar 1912 in Moudon; † 19. November 2001 in Morges; heimatberechtigt in Walkringen) war eine Schweizer Schauspielerin, Musicalsängerin und Operettensängerin aus dem Kanton Waadt.

## Leben
Jane Savigny, bürgerlicher Name Jeanne Ida Steck, war eine Tochter von Louis Daniel Steck, Metallbauer, und Eugénie Blanche Cibis. Im Jahr 1940 heiratete sie Pierre Abrezol, Apotheker. Sie besuchte das Konservatorium in Lausanne und anschliessend das Neue Wiener Konservatorium. Im Jahr 1933 kehrte Savigny in die Schweiz zurück und übernahm erste Rollen in einer Studententheatergruppe. Ab 1938 trat sie unter dem Pseudonym Savigny auf.
In ihrer langen Karriere als Schauspielerin sowie Musical- und Operettensängerin stand sie unter anderem im Théâtre municipal von Lausanne, im Grand Casino und im Grand Théâtre von Genf sowie in Brüssel, Nizza und Paris auf der Bühne. Sie war in zahlreichen Radiosendungen wie Jane et Jack, dem berühmten Duo mit Jack Rollan, zu hören. Sie trat oft im Fernsehen auf.